# 워렌 위어

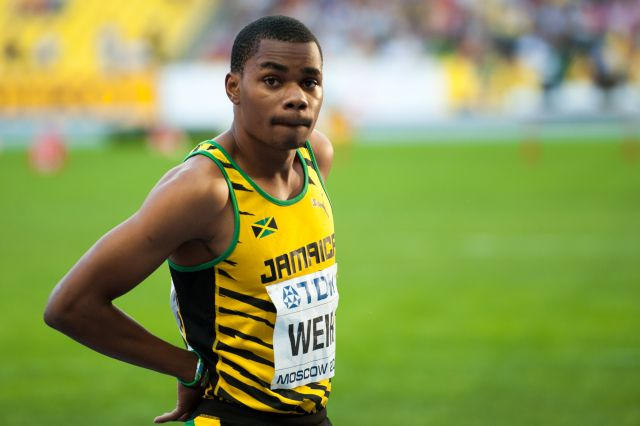

워렌 위어(Warren Weir, 1989년 10월 31일 ~ )는 200m 전문 은퇴한 자메이카의 단거리 달리기 선수이다. 트렐로니구 벙커힐스 출신으로 2012년 런던 하계 올림픽 동메달리스트로서 자메이카가 메달을 휩쓸도록 도왔다. 2013년 모스크바 세계 선수권 대회에서 워렌 위어는 자신의 개인 최고 기록에 해당하는 은메달을 획득했다. 세계 최고 기록을 세운 우사인 볼트의 뒤를 이어 경기를 마쳤다. 개인 최고 기록은 고국 자메이카 킹스턴 국립경기장에서 세운 19초79다. 이후 모스크바에서의 월드 챔피언십 결승전에서 자신의 개인 최고 기록과 동률을 이루었다. 우사인 볼트 및 요한 블레이크와 함께 글렌 밀스가 지도하는 레이서 트랙 클럽(Racers Track Club)에서 훈련했다.